# Borough Green
Borough Green is een civil parish in het bestuurlijke gebied Tonbridge and Malling, in het Engelse graafschap Kent.